# Montbard
Montbard település Franciaországban, Côte-d’Or megyében. Lakosainak száma 4751 fő (2022. január 1.). Montbard Savoisy, Crépand, Quincerot, Saint-Rémy, Touillon, Arrans, Étais, Marmagne, Montigny-Montfort, Nogent-lès-Montbard és Planay községekkel határos.

## Története
1231-ben a települést városi rangra emelték.

## Turistalátványosságok
Montbard 6 km-re keletre a Fontenayi ciszterci apátság található.

## Híres emberek
- Aleth de Montbard, (1070–1107), Clairvaux-i Szent Bernát anyja
- André de Montbard (1103–1156), a templomos lovagrend 5. nagymestere
- Georges-Louis Leclerc de Buffon (1707–1788), természettudós
- Jean Bardin (1732–1809), festő
- Eugène Guillaume (1822–1905), szobrász

## Népesség
A település népességének változása:
| Lakosok száma | 7050 | 7707 | 7108 | 5597 | 5394 | 5331 | 5160 | 4848 | 4831 | 4751 |
|               | 1968 | 1982 | 1990 | 2006 | 2013 | 2015 | 2017 | 2019 | 2020 | 2022 |